# NRW-Sportschule
Die NRW-Sportschule ist eine Schulform in Nordrhein-Westfalen, die eine kontinuierliche Nachwuchsarbeit im Leistungssport auf breiter Basis sichert.  

## Geschichte
In Nordrhein-Westfalen wurde von Landesregierung und Landessportbund das Landesprogramm „Talentsuche und Talentförderung in Kooperation von Schule und Verein/Verband“ ins Leben gerufen. Hier wurde die Ausgestaltung und die Weiterentwicklung des Nachwuchsleistungssports formuliert und umgesetzt. In Zusammenarbeit von Schulen mit Sportvereinen wurde das Verbundsystem Schule und Leistungssport gegründet. 
Die Schulen, die diese Kriterien erfüllten, wurden als „Partnerschulen des Leistungssports“, „sportbetonte Schulen“, „Eliteschulen des Sports“ und seit Ende 2006 als „NRW-Sportschulen“ spezifiziert, wenn sie definierten Kriterien erfüllten.

## Weblink
- Verbundsystem Schule und Leistungssport